# Mecistocephalus
Mecistocephalus är ett släkte av mångfotingar som beskrevs av Newport 1842. Mecistocephalus ingår i familjen storhuvudjordkrypare.

## Dottertaxa tillMecistocephalus, i alfabetisk ordning[1][2]
- Mecistocephalus aethelabis
- Mecistocephalus affinis
- Mecistocephalus akashii
- Mecistocephalus angusticeps
- Mecistocephalus angustior
- Mecistocephalus apator
- Mecistocephalus benoiti
- Mecistocephalus bicolor
- Mecistocephalus boriensis
- Mecistocephalus brachyceps
- Mecistocephalus brevisternalis
- Mecistocephalus capillatus
- Mecistocephalus castaneiceps
- Mecistocephalus celebensis
- Mecistocephalus cephalotes
- Mecistocephalus ciliatus
- Mecistocephalus collinus
- Mecistocephalus consocius
- Mecistocephalus conspicuus
- Mecistocephalus curvidens
- Mecistocephalus cyclops
- Mecistocephalus diversisternus
- Mecistocephalus enigmus
- Mecistocephalus erythroceps
- Mecistocephalus eupistus
- Mecistocephalus evansi
- Mecistocephalus fenestratus
- Mecistocephalus flaviceps
- Mecistocephalus flavus
- Mecistocephalus furculigera
- Mecistocephalus gigas
- Mecistocephalus glabridorsalis
- Mecistocephalus gracilis
- Mecistocephalus guildingii
- Mecistocephalus gulliveri
- Mecistocephalus hebrides
- Mecistocephalus heros
- Mecistocephalus heteropus
- Mecistocephalus insularis
- Mecistocephalus insulomontanus
- Mecistocephalus itayai
- Mecistocephalus japonicus
- Mecistocephalus kabasanus
- Mecistocephalus krakataunus
- Mecistocephalus kraussi
- Mecistocephalus kurandanus
- Mecistocephalus labasanus
- Mecistocephalus lanzai
- Mecistocephalus leioplus
- Mecistocephalus leonensis
- Mecistocephalus lifuensis
- Mecistocephalus lohmanderi
- Mecistocephalus longiceps
- Mecistocephalus longichilatus
- Mecistocephalus magister
- Mecistocephalus malayensis
- Mecistocephalus manazurensis
- Mecistocephalus manokwarius
- Mecistocephalus marcusensis
- Mecistocephalus marmoratus
- Mecistocephalus mater
- Mecistocephalus mauritianus
- Mecistocephalus maxillaris
- Mecistocephalus medius
- Mecistocephalus meggittii
- Mecistocephalus merkarensis
- Mecistocephalus microporus
- Mecistocephalus mikado
- Mecistocephalus mimeticus
- Mecistocephalus minor
- Mecistocephalus mirandus
- Mecistocephalus modestus
- Mecistocephalus momotoriensis
- Mecistocephalus monticolens
- Mecistocephalus mossambicus
- Mecistocephalus multidentatus
- Mecistocephalus multispinatus
- Mecistocephalus nagasaunus
- Mecistocephalus nannocornis
- Mecistocephalus nigriceps
- Mecistocephalus nilgirinus
- Mecistocephalus obscuratus
- Mecistocephalus ocanus
- Mecistocephalus okabei
- Mecistocephalus ongi
- Mecistocephalus pahangiensis
- Mecistocephalus pallidus
- Mecistocephalus parvidentatus
- Mecistocephalus parvus
- Mecistocephalus paucidens
- Mecistocephalus pauliani
- Mecistocephalus pauroporus
- Mecistocephalus philippinus
- Mecistocephalus pilosus
- Mecistocephalus pluridens
- Mecistocephalus porosus
- Mecistocephalus pseustes
- Mecistocephalus pulcher
- Mecistocephalus punctifrons
- Mecistocephalus rahmi
- Mecistocephalus rhombifer
- Mecistocephalus rubriceps
- Mecistocephalus satumensis
- Mecistocephalus sechellarum
- Mecistocephalus siaronus
- Mecistocephalus silvestrii
- Mecistocephalus simplex
- Mecistocephalus smithii
- Mecistocephalus solomonensis
- Mecistocephalus somonus
- Mecistocephalus spissus
- Mecistocephalus stenoceps
- Mecistocephalus subgigas
- Mecistocephalus subinsularis
- Mecistocephalus sulcicollis
- Mecistocephalus superior
- Mecistocephalus tahitiensis
- Mecistocephalus takakuwai
- Mecistocephalus togensis
- Mecistocephalus tridens
- Mecistocephalus tsenapus
- Mecistocephalus turucanus
- Mecistocephalus uncifer
- Mecistocephalus waikaneus
- Mecistocephalus waipaheenas
- Mecistocephalus vanheurni
- Mecistocephalus vanmoli
- Mecistocephalus verrucosus
- Mecistocephalus yamashinai
- Mecistocephalus yanagiharai
- Mecistocephalus zygethus